# Свит Вотер (Алабама)
Свит Вотер (енгл. Sweet Water) град је у америчкој савезној држави Алабама. По попису становништва из 2010. у њему је живело 258 становника.

## Демографија
Према попису становништва из 2010. у граду је живело 258 становника, што је 24 (10,3%) становника више него 2000. године.
| Група             | 2000.       | 2010.       |
| Белци             | 216 (92,3%) | 235 (91,1%) |
| Афроамериканци    | 13 (5,6%)   | 20 (7,8%)   |
| Азијати           | 0 (0,0%)    | 0 (0,0%)    |
| Хиспаноамериканци | 0 (0,0%)    | 3 (1,2%)    |
| Укупно            | 234         | 258         |